# Piąta pora roku (powieść N.K. Jemisin)
Piąta pora roku (tyt. oryg. The Fifth Season) – powieść fantasy amerykańskiej pisarki N.K. Jemisin, wydana w sierpniu 2015. Jest to pierwsza część Trylogii Pękniętej Ziemi (ang. The Broken Earth). Powieść otrzymała nagrodę Hugo dla najlepszej powieści. Wygrała również Sputnik Award. Ponadto była nominowana do nagród Nebula, Locus i World Fantasy.
W 2016 roku ukazał się drugi tom cyklu, Wrota obelisków, zaś w 2017 trzecia część, Kamienne niebo. W „Clarkesworld Magazine” w lipcu 2014 ukazało się opowiadanie Stone Hunger także ulokowane w świecie Krainy Pękniętej Ziemi.

## Powstanie powieści[4]
Jak mówi autorka, wszystko zaczęło się od snu: często zdarza się, że po zapamiętaniu jakiegoś, zaczyna dopasowywać do niego logiczne wyjaśnienia, próbując w ten sposób zbudować świat przedstawiony. W tym śnie w jej stronę zmierzała zdenerwowana kobieta z górą unoszącą się za nią, którą miała zamiar rzucić w śpiącą. Jemisin obudziła się, zalana potem, z pytaniem w głowie: jak zatrzymać górę?
Następnie postanowiła, że rzuci sobie wyzwanie: pisząc, sięgała już do mitologii. Postanowiła więc, że po raz pierwszy spróbuje wymyślić logicznie działający świat, który nie będzie oparty na znanych jej mitologiach i zasadach, ale w dalszym ciągu będzie można go zaliczyć do kategorii fantasy.
Narracja drugoosobowa nie była jednak zaplanowana – wyszła autorce w sposób zupełnie naturalny, bo – jak uznała – najbardziej pasowała jej do samej historii.
Prace przygotowawcze do napisania książki zajęły Jemisin około roku, w trakcie którego zbierała informacje dotyczące geologii i sejsmologii. Odwiedziła także Hawaje, by na własne oczy zobaczyć wulkany.
W trakcie pisania Jemisin przez chwilę chciała porzucić projekt. Przerwała go na pewien czas, w trakcie którego napisała nowelę The Awakened Kingdom (wydaną w 2014 roku), po czym wróciła do „Piątej pory roku”.

## Fabuła
Powieść opisuje krainę zwaną przewrotnie Bezruchem (z ang. Stillness), który jest jedynym olbrzymim lądem na planecie. Przez dużą intensywność i regularność ruchów płyt tektonicznych jest często nawiedzana przez olbrzymie katastrofy. Bohaterami są górotwory – osoby obdarzone nadnaturalną zdolnością wyczuwania (sejszenie) i wpływania na sejsmikę planety. Zdolność ta sprawia, że inni ludzie odnoszą się do nich z rezerwą lub strachem, a czasami wręcz nienawiścią.
Akcja powieści podzielona jest na trzy wątki: historię dorosłej Essun, która traci swoje dziecko i rusza na jego poszukiwania, dwudziestoletniej Sjen, która wyrusza na daleką misję, oraz dziewczynki, Damayi.
Essun mieszka w Tirimo, gdzie pracuje jako nauczycielka. Ma męża oraz dwójkę dzieci. Pewnego dnia podczas powrotu do domu znajduje swojego martwego syna, który został zabity przez ojca po tym jak ten zorientował się, że dziecko jest górotworem. Mężczyzna porywa córkę i ucieka, Essun zaś na kilka dni pogrąża się w melancholii. Wychodzi z niej z pomocą młodego lekarza, Lerny. Mimo zbliżającej się piątej pory roku wyrusza w pościg za swoim mężem, nie chcąc dopuścić, by ten zabił jej córkę, która również jest górotworem. W trakcie podróży wpada na tajemniczego chłopca, Hoa, który podobno jest w stanie wyczuć jej rodzinę. Poznaje też geolog, Tonkee, która towarzyszy im w podróży.
Sjen jest górotworem z Fulcrum, posiadającym cztery pierścienie. Jej nauczyciel, Feldspar, rozkazuje jej wyruszyć na misję razem z dziesięciopierściennikiem, w trakcie której mają usunąć blokadę w porcie w Allia. Podczas drogi okazuje się, że Alabaster, podobnie jak inne potężne górotwory, jest zmuszany do rozrodu. Te z obdarzonych potężną mocą dzieci-górotworów, które nie potrafią poradzić sobie z własnymi umiejętnościami, są wykorzystywane w stacjach sejsmicznych do kontrolowania trzęsień ziemi, przy czym przez cały czas utrzymywane są w stanie nieprzytomności i traktowane jak narzędzia. W trakcie pobytu w Allia duet odkrywa tajemniczy obelisk, w którym znajduje się zjadacz kamieni.
Damaya zostaje zabrana z rodzinnego domu przez Strażnika, Schaffa, po tym, gdy została odkryta jej umiejętność górotwórstwa. W trakcie drogi do Fulcrum jej nowy opiekun łamię jej rękę, by pokazać jej, że jeśli mu się przeciwstawi, lub komukolwiek zagrozi nie zawaha się jej skrzywdzić. Jednocześnie okazuje względem dziewczynki ciepłe, wręcz ojcowskie ciepło. Gdy docierają na miejsce dziewczynka rozpoczyna swoje szkolenie. W trakcie niego przypadkiem poznaje Binof Przywódczyni Yumenes, dziewczynkę, która wkradła się na teren Fulcrum. Damaya pomaga jej w eksplorowaniu szkoły, jednak zostają przyłapane na gorącym uczynku, co – według panujących w niej zasad – powinno zesłać na młody górotwór śmierć. Schaff wstawia się jednak za nią: jeśli dziewczyna w trybie natychmiastowym przejdzie egzamin, przeżyje go i zdobędzie pierwszy pierścień będzie mogła zostać w Fulcrum.

## Bohaterowie
Fabuła powieści podzielona jest na trzy główne wątki dziejące się w różnym czasie.
- Bohaterka pierwszego to kobieta w średnim wieku korzystająca z imienia Essun. Pracowała jako nauczycielka. Jest górotworem. Ma dwójkę dzieci, z których jedno ginie na początku powieści. Jej mąż ucieka z córką, a Essun wyrusza z małego miasteczka, Tirimo, w pogoni za nimi. Rozdziały o niej napisane są w narracji drugoosobowej.
- W drugim, Sjen ma około dwadzieścia lat. Jest bardzo dobrze zapowiadającym się górotworem, noszącym na swoich palcach cztery pierścienie z Fulcrum. Dostaje polecenie, aby wybrać się na misję z Alabastrem, by usunąć blokadę w porcie Allii.
- W trzecim, Damaya to dziewczynka, której został przydzielony strażnik po tym, gdy odkryto jej umiejętności. Zostaje zabrana do Fulcrum, gdzie przechodzi podstawowe szkolenie w górotworzeniu. Pochodzi z Palely w Nomidlats.

Pozostałe postacie to między innymi:
- Schaffa – strażnik Damayi, odpowiedzialny za jej trening. Ma niemal białą skórę. Z jednej strony kocha dziewczynkę, z drugiej ma mocne poczucie obowiązku i nie waha się jej skrzywdzić, by ją kontrolować.
- Alabaster – górotwór o dziesięciu pierścieniach (najwyższe ranga w Fulcrum), zdolny do tłumienia wybuchów superwulkanów. Jego skóra jest opisywana jako tak czarna, że prawie błękitna. Wyrusza na wyprawę razem ze Sjen.
- Jija – mąż Essun. Zabił ich wspólnego syna, po czym porwał ich córkę.
- Hoa – tajemniczy chłopiec, który towarzyszy Essun w podróży. Ma zupełnie białą skórę oraz bardzo jasne oczy.
- Feldspar – nauczyciel Sjen z Fulcrum. To on nakazał jej wyjechać na misję z Alabastrem.
- Tonkee – wyszkolona na uniwersytecie geolog. Nie pracuje jednak w zawodzie i obecnie mieszkająca w jaskini.
- Binof Leadership Yumenes – potomkini potężnej rodziny, której pomaga Damaya.
- Lerna – młody lekarz z Tirimo, który pomaga Essun po śmierci jej syna.